# Muggabullin Swamp
Der Muggabullin Swamp ist ein Salzsumpf im Westen des australischen Bundesstaates Western Australia. 
Der Sumpf liegt im Verlauf des Hope River zwischen dem Lake Annean und der Mündung des Flusses in den Yalgar River auf ca. 420 m. Die Stadt Meekatharra liegt 39 km östlich des Sumpfes.
Drei Pools des Hope River gehören zu diesem Sumpf, der Berrin Pool  (13 ha, 424 m), der Kilekilegunna Pool  (2 ha, 418 m) und der Yalgar Pool  (5 ha, 413 m). In letzterem liegt die Mündung des Hope River in den Yalgar River. Am Westrand des ca. 60 km langen und 8 km breiten Sumpfes liegt die Siedlung Belele.